# Гелена Ракочі
Гелена Ракочі (пол. Helena Rakoczy; нар. 23 грудня 1921, Краків, Польща — пом. 2 вересня 2014, Краків, Польща) — польська гімнастка, бронзова призерка Олімпійських ігор 1956, чотириразова чемпіонка світу 1950.

## Спортивна кар'єра
Ракочі була учасницею двох Олімпіад — 1952 та 1956. Проте лише у Мельбурні 1956 року вдалось здобути бронзову нагороду у командних змаганнях. На Іграх в Гельсінкі 1952 року вона провалила свої виступи на брусах, що завадило їй поборотися за медалі. Там вона зайняла 43 місце в абсолютній першості, 8 у командних змаганнях, а в індивідуальних змаганнях не вдалось пройти кваліфікацію. На наступних іграх в Мельбурні вона продемонструвала вже кращі результати, здобувши бронзу в командних змаганнях, 8 місце в абсолютній першості та 5 на брусах.
Найбільший успіх в її кар'єрі припав на Чемпіонат світу з гімнастики 1950 року. Там вона стала чотириразовою чемпіонкою світу, завоювавши золоті нагороди в абсолютній першості, опорному стрибку, колоді та вільних вправах, а також здобула бронзу у вправі на брусах. Це зробило її найтитулованішою гімнасткою Польщі.
Ракочі є вихованицею українського тренера Євгена Орищина. 2004 року її було включено до Міжнародної Зали слави спортивної гімнастики.